# Кутомір

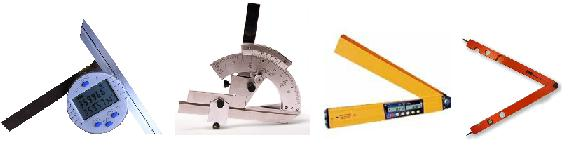
Кутоміри

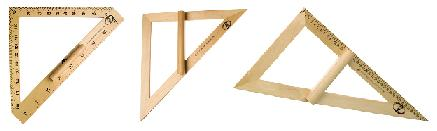
Кутоміри навчальні

Кутомі́р (вінкель, рос. угломер, англ. protractor, goniometer; нім. Winkelmesser m, Winkelmeßinstrument n) — прилад для вимірювання контактним методом кутів між будь-якими двома площинами. Як правило, складається з двох шарнірно закріплених лінійок. 
Кутоміри поділяють на ноніусні та оптичні. Маркшейдерський кутомірний чи кутомірно-далекомірний прилад, призначений для зйомок нарізних і очисних гірничих виробок.
Крім того, кутоміром називають пристрій для стріляння з гармат по закритих цілях.